# Amos Tappan Akerman
Amos Tappan Akerman (Portsmouth, 23 febbraio 1821 – Cartersville, 21 dicembre 1880) è stato un politico statunitense.

## Biografia
Fu il 32º procuratore generale degli Stati Uniti durante la presidenza di Ulysses S. Grant (18º presidente).
Proveniva da una famiglia numerosa (i genitori ebbero 12 figli), dopo aver studiato alla Phillips Exeter Academy e al Dartmouth College aprì uno studio legale con Robert Heston.
Sposò Martha Rebecca Galloway, suo figlio fu Alexander Akerman.